# Ciuacoatl Corona
Ciuacoatl Corona est une corona, formation géologique en forme de couronne, située sur la planète Vénus par 53° N et 150,9° E. Elle est localisée dans le quadrangle d'Atalanta Planitia. Elle a été nommée en référence à Ciuacoatl, déesse aztèque de la terre, antérieurement Ciuacoatl Mons. 

## Géographie et géologie
Ciuacoatl Corona couvre une surface circulaire d'environ 100 km de diamètre. 